# Holorusia ochripes
Holorusia ochripes är en tvåvingeart som först beskrevs av Enrico Adelelmo Brunetti 1911.  Holorusia ochripes ingår i släktet Holorusia och familjen storharkrankar. Inga underarter finns listade i Catalogue of Life.